# Pegoscapus aguilari
Pegoscapus aguilari är en stekelart som först beskrevs av Grandi 1919.  Pegoscapus aguilari ingår i släktet Pegoscapus och familjen fikonsteklar. Inga underarter finns listade i Catalogue of Life.